# Hanne Verbruggen (Leichtathletin)
Hanne Verbruggen (* 27. Mai 1993 in Brüssel) ist eine belgische Leichtathletin, die sich auf den Langstreckenlauf spezialisiert hat.

## Sportliche Laufbahn
Hanne Verbruggen startet seit 2013 in Laufwettkämpfen, zunächst auf nationaler Ebene. Damals belegte sie den fünften Platz im 1500-Meter-Lauf bei den belgischen U23-Meisterschaften. In den folgenden Jahren trat sie ausschließlich in den Mittelstreckenläufen an. Ab 2017 trat sie dann über längere Distanzen und auch in Straßenläufen an. Anfang Juli wurde sie belgische Meisterin im 5000-Meter-Lauf. Weitere nationale Titel gewann sie in diesem Jahre im Halbmarathon und im 10-km-Straßenlauf. 2018 wurde sie belgische Vizemeisterin im 5000-Meter-Lauf. Anfang September belegte sie beim Alsterlauf den sechsten Platz. 2019 belegte sie Ende April den sechsten Platz beim Düsseldorf-Marathon. Im Juni lief sie in 15:56,01 min eine neue Bestzeit über 5000 Meter. 2020 gewann Verbruggen ihren zweiten nationalen Meistertitel im 10.000-Meter-Lauf. Anfang Dezember lief sie in Valencia zum ersten Mal einen Marathon unterhalb von 2:30 h. 2021 trat sie dann im Marathon bei den Olympischen Sommerspielen in Tokio an, der in Sapporo ausgetragen wurde. Sie beendete den Wettkampf auf dem 49. Platz. Im folgenden Jahr trat sie im August bei den Europameisterschaften in München an. Dort belegte sie im Marathon den achten Platz. Anfang Oktober lief sie in den Niederlanden in 1:11:46 h eine neue Halbmarathonbestzeit. Im Dezember trat sie dann bei den Crosslauf-Europameisterschaften in Turin an. Dort belegte sie den 34. Platz. 2023 lief Verbruggen im Februar beim Sevilla-Marathon auf den siebten Platz und stellte mit 2:26:32 h eine neue Bestzeit auf.
Sie qualifizierte sich für die Olympischen Sommerspiele 2024 in Paris. Dort beendete sie den Marathonwettbewerb mit der Saisonbestleistung von 2:29:03 h auf dem 19. Platz.

## Wichtige Wettbewerbe
| Jahr                | Veranstaltung                   | Ort                 | Platz               | Disziplin           | Zeit                |
| Startet für Belgien | Startet für Belgien             | Startet für Belgien | Startet für Belgien | Startet für Belgien | Startet für Belgien |
| ------------------- | ------------------------------- | ------------------- | ------------------- | ------------------- | ------------------- |
| 2021                | Olympische Sommerspiele         | Tokio               | 49.                 | Marathon            | 2:38:03 h           |
| 2022                | Europameisterschaften           | München             | 8.                  | Marathon            | 2:29:44 h           |
| 2022                | Crosslauf-Europameisterschaften | Turin               | 34.                 | Einzelrennen        | 28:46 min           |
| 2024                | Olympische Sommerspiele         | Paris               | 19.                 | Marathon            | 2:29:03 h           |

## Persönliche Bestleistungen
Freiluft
- 3000 m: 9:33,46 min, 2. August 2017, Sint-Niklaas
- 5000 m: 15:56,01 min, 20. Juli 2019, Heusden-Zolder
- 10.000 m: 33:30,67 min, 6. Juli 2019, London
- Halbmarathon: 1:11:46 h, 2. Oktober 2022, Breda
- Marathon: 2:26:32 h, 19. Februar 2023, Sevilla

Halle
- 1500 m: 4:41,11 min, 18. Februar 2017, Gent